# Ligação de dados
Ligação de dados, do inglês Data binding, é uma técnica geral que une duas fontes de dados/informações e as mantém em sincronia em um processo que estabelece uma conexão entre UI (interface de usuário) da aplicação e a logica de negocio. 
Se as definições e notificações estiverem corretamente setadas, os dados refletem as mudanças na UI, quando feitas. Também pode significar que, quando a interface do usuário é alterada, os dados referenciados irão refletir essa mudança. Isto normalmente é feito com duas fontes de dados/informações com tipos diferentes, como a Ligação de dados em XML sendo exibidos com auxilio da estrutura de um HTML. Dessa forma na Ligação entre dados e IU, objetos de dados e informações do mesmo tipo são unidos (e.g. objetos Java para elementos de IU).